# 懷特奧克斯章克申 (肯塔基州)
懷特奧克斯章克申（英語：White Oaks Junction）是位於美國肯塔基州麥克雷里縣的一個非建制地區。

## 地理
懷特奧克斯章克申所處的海拔為高於海平面310米（即1017英呎），而該地所採用的時區為UTC-5，即北美東部時區（EST）。同時該地設有夏令時間，為UTC-5調快一小時，即UTC-4（EDT）。